# Almafuerte (película)
Almafuerte es una película argentina de 1949, dirigida por Luis César Amadori, sobre la vida del poeta y maestro Almafuerte. Fue estrenada en Buenos Aires el 20 de diciembre de 1949.

## Sinopsis
La película está basada en la vida del poeta y maestro argentino Pedro Bonifacio Palacios (1854-1917), conocido por su seudónimo de Almafuerte.

## Actores
- Narciso Ibáñez Menta (Almafuerte)
- Pola Alonso
- Eva Caselli
- Federico Mansilla
- Juan Bono
- Pedro Pompillo
- Fernando Labat
- Adolfo Linvel
- Ricardo Viana
- Manuel Alcón
- Fernando Campos
- Juan Carrara
- Narciso Ibáñez
- Panchito Lombard
- Rodolfo Martincho
- Aída Villadeamigo
- Juan Carrara
- Juan Alighieri
- Augusto Fernandes
- Oscar Barney Finn ...Extra
- Alberto Barcel
- Hugo Balado
- Warly Ceriani
- Domingo Mania
- Enrique Vico Carré
- Carlos Bellucci

## Premios
- Premios Cóndor de Plata (1950): mejor película y mejor actor protagónico.